# Центр научно-технических услуг «Динамика»
АО ЦНТУ «Динамика» — российская компания в области разработки и производства авиационных тренажёров в городе Жуковском.

## История
С 1995 года АО ЦНТУ «Динамика» специализируется на исследованиях и разработках в области технологий моделирования авиационных комплексов и обучения. Компания создаёт авиационные тренажёры и иные технические средства обучения для подготовки лётчиков государственной и гражданской авиации. 
C 2013 года «Динамика» инвестирует в технологии беспилотной авиации. Создан научно-технический задел в области беспилотных летательных аппаратов различных аэродинамических схем различного назначения.
В 2019 году в АО ЦНТУ «Динамика» создан собственный лётно-испытательный комплекс. «Динамика» активно расширяет компетенции в смежных отраслях тренажерной индустрии, создавая технические средства обучения для подготовки специалистов к работе со сложным высокотехнологичным оборудованием в различных средах.
Филиалы компании работают в Санкт-Петербурге и Ульяновске.
АО ЦНТУ «Динамика» входит в холдинг «Технодинамика» корпорации «Ростех».

## Основные направления деятельности
- разработка и производство авиационных тренажеров и учебно-тренировочных комплексов для подготовки экипажей самолетов и вертолетов;
- производство инженерных тренажеров для поддержки исследовательских и проектных работ по созданию перспективной авиационной техники;
- производство основных тренажерных компонентов;
- разработка автоматизированных обучающих систем для теоретической подготовки летного и инженерно-технического состава подразделений государственной и гражданской авиации;
- программное обеспечение поддержки исследований;
- методика применения технических средств обучения;
- разработка и производство беспилотных летательных аппаратов различных аэродинамических схем;
- тренажеры для подготовки операторов беспилотных летательных аппаратов;
- автоматизированные системы обучения для подготовки личного состава комплекса;
- обучающие тренажеры с использованием шлемов виртуальной реальности.